# M7 Group
M7 Group (Canal+ Luxembourg S.a.r.l.) je mediální lucemburská společnost, která provozuje několik satelitních platforem: Austriasat v Rakousku, Direct One v Maďarsku (do roku 2020 pod názvem UPC Direct), TéléSAT Numérique a TV Vlaanderen v Belgii, bývalou CS Link a Skylink v Česku a na Slovensku, KabelKiosk v Německu a Canal Digitaal v Nizozemsku.

## Akvizice
Dne 30. července 2014 její dceřiná společnost M7A Group S.A. také známá jako M7 Deutschland koupila německé kabelové a IPTV sítě společnosti Kabelkiosk z Eutelsatu.